# 48 ore
48 ore (48 Hrs.) è un film del 1982 diretto da Walter Hill.
Il film ha segnato l'esordio cinematografico di Eddie Murphy, all'epoca famoso per il Saturday Night Live

## Trama
Albert Ganz, un pericoloso detenuto, evade dal carcere aiutato dal suo fedele scagnozzo indiano Billy, recandosi poi a San Francisco per recuperare la refurtiva di un vecchio colpo. Lo scontroso poliziotto Jack Cates ed i suoi colleghi incappano nel criminale evaso e nel suo complice, provocando una sparatoria durante la quale il poliziotto perde la sua arma e restano uccisi i suoi due colleghi.
Desideroso di riacciuffare l'evaso, Jack si reca in carcere in visita ad un altro membro della banda, Reggie Hammond, ottenendone il rilascio per 48 ore durante le quali i due cercheranno di ritrovare ed arrestare i fuggitivi. All’inizio Jack e Reggie, molto diversi tra loro, sono in perenne conflitto ed arrivano addirittura a prendersi a pugni, ma dopo qualche tempo riescono a superare i loro malintesi.
Nel frattempo pedinando Luther, un membro della banda ancora in libertà nonché l’unico a sapere dove è nascosto il bottino e interrogando alcune prostitute che avevano avuto a che fare con i due malviventi, arrivano a rintracciare Ganz e Billy. Questi riescono ancora a sfuggir loro più volte, ma alla fine Jack e Reggie arrivano a braccare i due criminali a Chinatown. Qui Billy viene ucciso da Reggie a colpi di pistola. Ganz tenta di fuggire prendendo in ostaggio Reggie, ma viene ugualmente eliminato da Jack poco dopo.
Reggie riesce a passare un po’ di tempo con una ragazza che aveva già corteggiato, prima di tornare in carcere a scontare i rimanenti sei mesi di detenzione. Jack gli consente anche di avere il denaro del colpo una volta fuori, chiedendogli solo 2000 dollari in prestito per un’auto nuova.

## Produzione
Il produttore Lawrence Gordon fornì la prima idea originale per la sceneggiatura del film. La premessa della storia era il rapimento da parte di un criminale della figlia del Governatore della Louisiana, che le ha legato della dinamite alla testa e minaccia di farla saltare in aria dopo 48 ore se il riscatto non fosse stato pagato. Il poliziotto più cattivo va nella peggior prigione dello Stato e fa uscire il criminale più feroce per la sua conoscenza del rapitore che era il suo compagno di cella. Walter Hill affermò che Gordon potrebbe aver avuto l'idea già nel 1971 e alcuni sceneggiatori lavorarono al progetto. Nel 1975 Gordon stava lavorando a L'eroe della strada con Walter Hill e il montatore Roger Spottiswoode. Spottiswoode voleva dirigere un film e Hill gli suggerì di provare a scrivere una sceneggiatura. Egli preparò una prima bozza del copione di 48 ore supervisionato da Hill per la Columbia Pictures, che lo avrebbe finanziato. In seguito anche Tracy Keenan Wynn lavorò al copione.
Il progetto del film passò dalla Columbia alla Paramount, che avrebbe voluto Clint Eastwood come protagonista. La Paramount assunse Hill per riscrivere la sceneggiatura con Eastwood nella parte del criminale. Dopo aver completato il lavoro, Hill raccontò: «Quando l'ho consegnato ho detto che non pensavo che avrebbe funzionato», aggiungendo "che l'idea migliore sarebbe stata quella di prendere Richard Pryor per la parte del criminale ed avere qualcuno come Eastwood nel ruolo del poliziotto. Ma nel '78 o '79 nessuno pensava che fosse una buona idea." Come risultato, 48 ore restò fermo per almeno due anni. Tuttavia Gordon e il suo co-produttore Joel Silver non si dimenticarono del progetto. Gordon chiamò Hill e gli chiese se sarebbe stato disponibile a dirigere il film con Nick Nolte nel ruolo del poliziotto. «La Paramount pensava che la combinazione di Nick Nolte con un bravo attore di colore sarebbe stata commerciale», disse Hill.
Fin dall'inizio, Hill immaginò un film più improvvisato di quanto avesse mai fatto prima. «La storia è un thriller urbano tradizionale: due tipi terribili sono là fuori e devono essere abbattuti», disse. «Mettere insieme un poliziotto bianco e un detenuto nero non è una cosa da poco, se funziona, è grazie alla personalità degli attori». La seconda scelta di Hill dopo Richard Pryor era Gregory Hines. Poiché egli non era disponibile, l'allora fidanzata di Hill, Hildy Gottlieb, raccomandò il suo cliente, Eddie Murphy, allora meglio conosciuto per il suo lavoro di comico al Saturday Night Live. Il personaggio di Reggie Hammond in origine si chiamava Willie Biggs, ma Eddie Murphy disse che era un nome troppo stereotipato per un afroamericano e volle cambiarlo.
Steven E. de Souza collaborò alla sceneggiatura per qualche settimana dopo l'aggiunta di Eddie Murphy al cast, ma secondo Hill il suo stile di scrittura avrebbe fatto virare troppo il film sulla commedia.

### Riprese
Le riprese del film cominciarono il 17 maggio 1982. Il film fu girato in varie location a San Francisco e Los Angeles.
Murphy cominciò le riprese qualche settimana dopo perché era in procinto di terminare una stagione del Saturday Night Live. Le riprese si svolsero senza problemi particolari ma Hill ebbe dei contrasti con la dirigenza della casa cinematografica. Michael Eisner, all'epoca a capo della Paramount, era preoccupato che il film non fosse abbastanza divertente. I dirigenti trovarono anche la scena dello scontro a fuoco nell'hotel troppo violenta ed erano preoccupati che avrebbe ucciso l'umorismo del film. Di conseguenza dissero a Hill che non avrebbe mai più lavorato per la Paramount. L'attore Chris Mulkey raccontò che la dirigenza della Paramount detestava la performance attoriale di Eddie Murphy nei giornalieri e avrebbe voluto licenziarlo, ma Nolte e Hill si opposero.

## Accoglienza
48 ore ebbe critiche favorevoli alla sua uscita ed è considerato da alcuni come uno dei migliori film del 1982. Sull'aggregatore di recensioni Rotten Tomatoes il film ha un indice di gradimento del 92%, basato su 50 recensioni, con un voto medio di 7.3/10. Su Metacritic ha un punteggio di 71 su 100, basato su 8 recensioni da parte di critici professionisti.

## Sequel
Nel 1990 venne realizzato un sequel dal titolo Ancora 48 ore, sempre diretto da Walter Hill e con gli stessi attori come protagonisti, ma senza riscuotere lo stesso successo.